# Wdżar

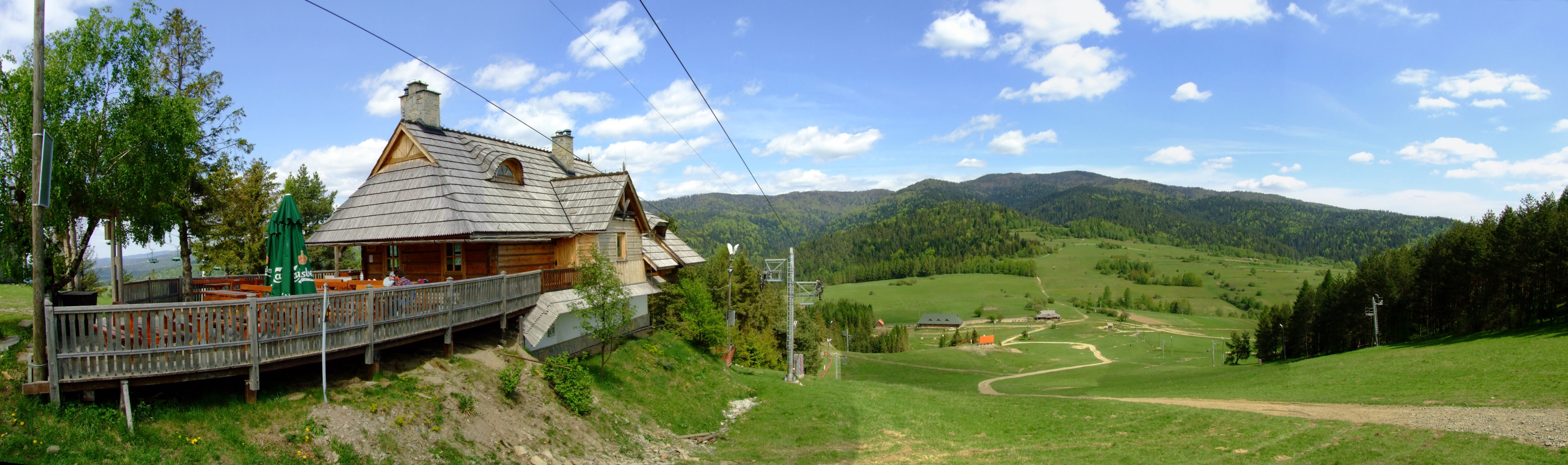
Szczyt Wdżaru i widok na Pasmo Lubania

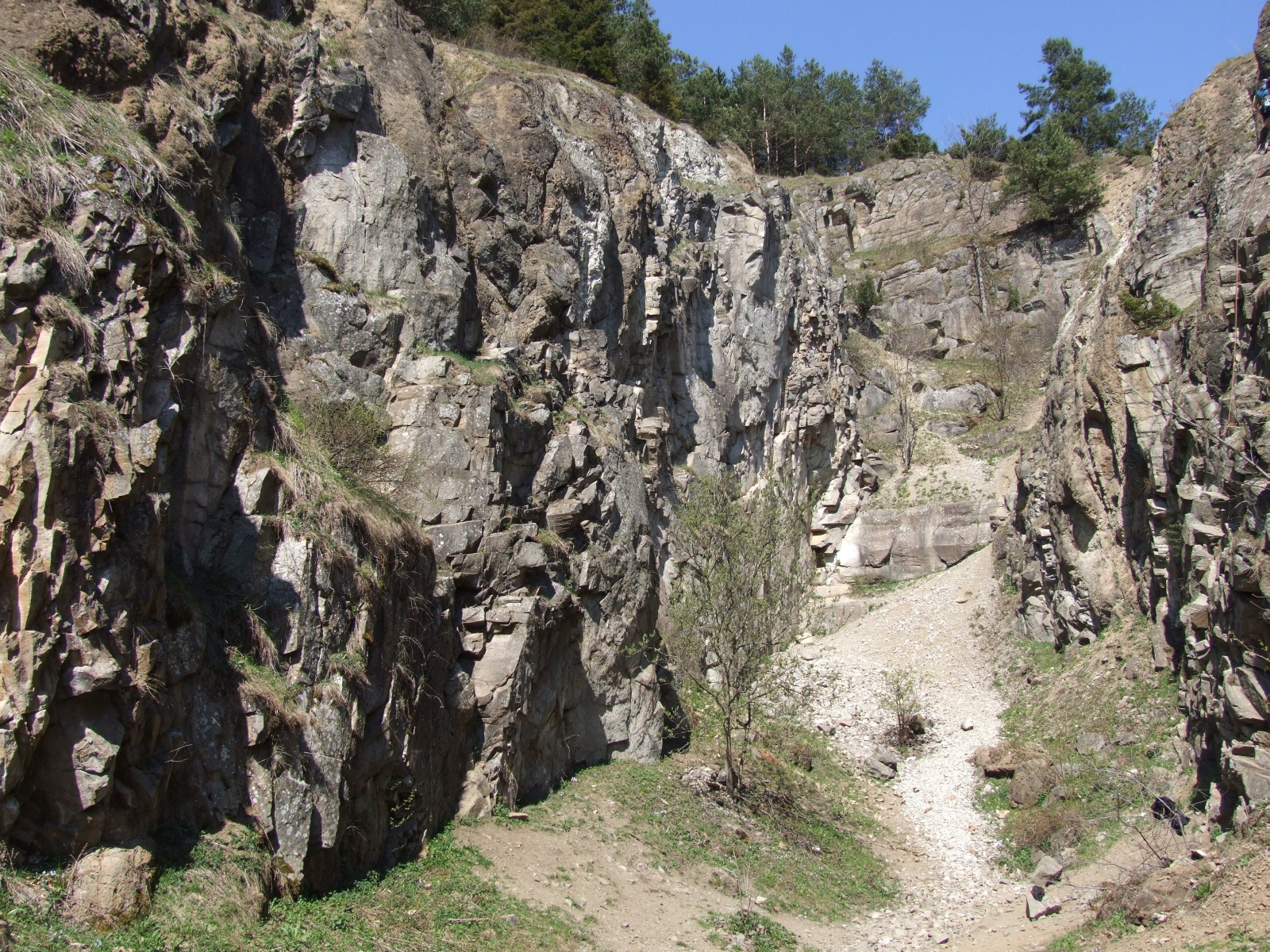
Kamieniołom „Snozka”

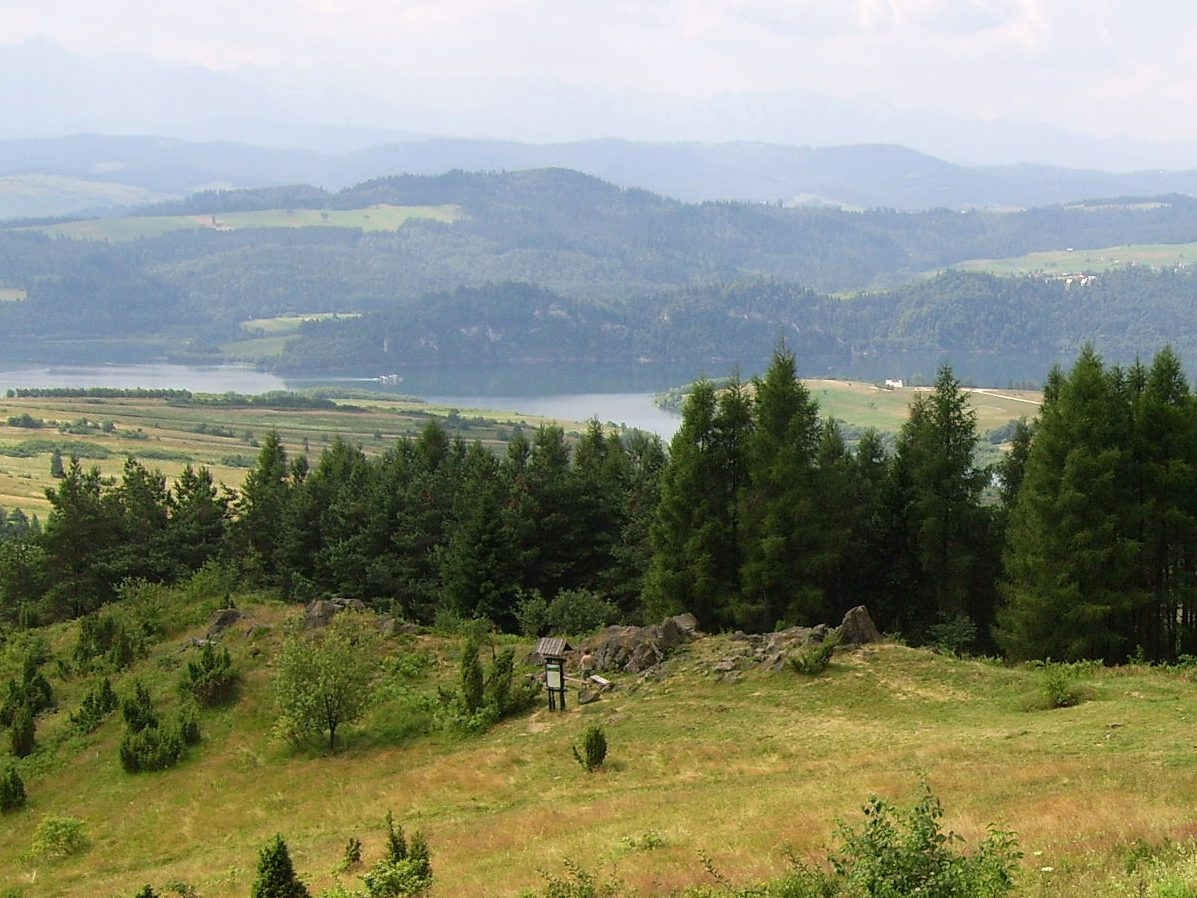
Skałki andezytowe pod szczytem Wdżaru i widok w kierunku południowo-zachodnim

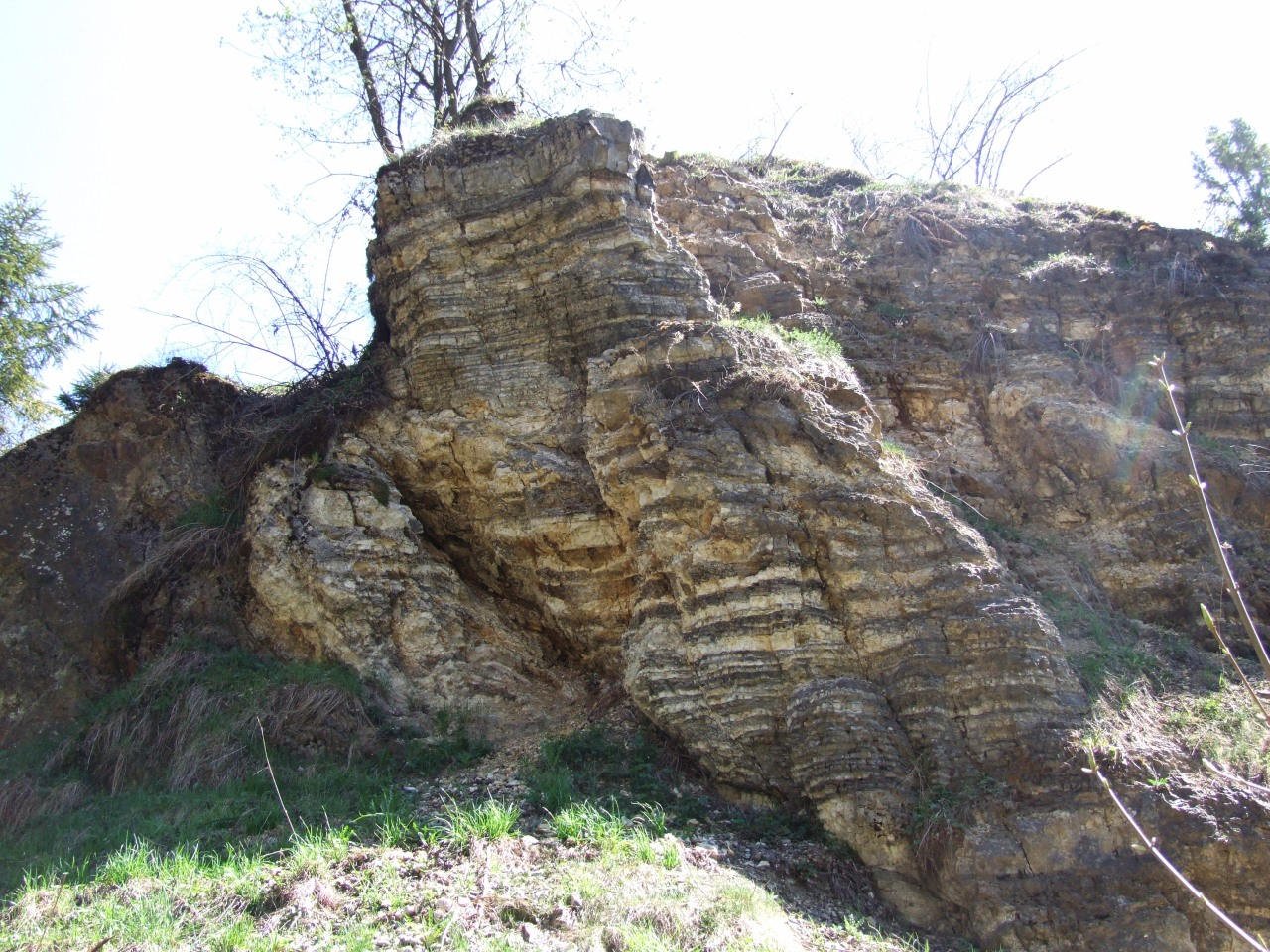
Efekt metamorfizmu kontaktowego – przeobrażone osady fliszowe w kamieniołomie Snozka

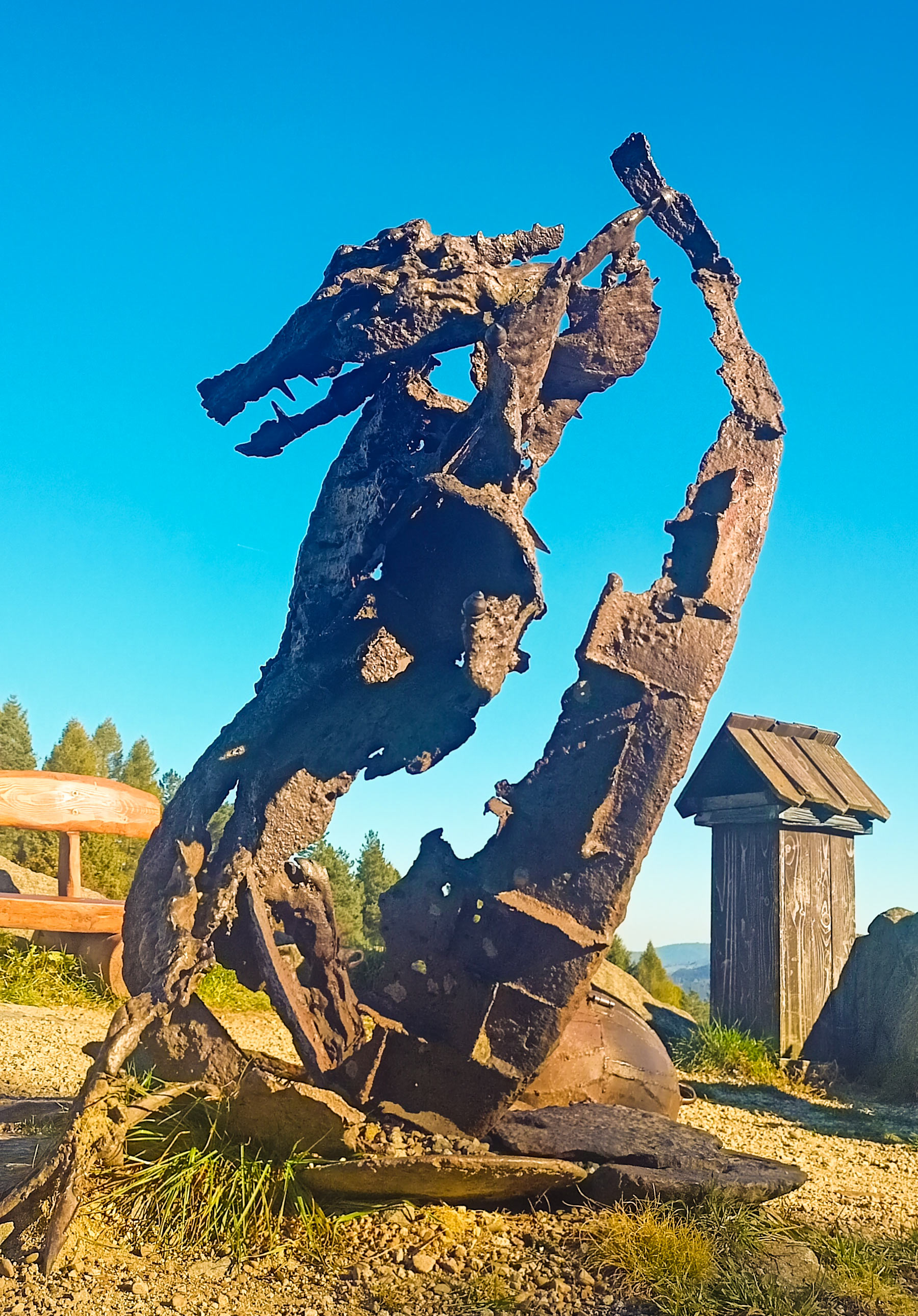
Rzeźba Smoka na górze Wdżar

Wdżar (766 m), na mapie Geoportalu Wzor (766 m) – szczyt w paśmie łączącym Lubań z Pieninami, pomiędzy przełęczami Drzyślawa i Snozka, w miejscowości Kluszkowce w województwie małopolskim, w powiecie nowotarskim, w gminie Czorsztyn.

## Nazewnictwo
W naukowo opracowanej regionalizacji Polski według Jerzego Kondrackiego Wdżar należy do Pienin, znajduje się w ich północnej strefie przejściowej. Przez niektórych geografów jednak zaliczany jest do Gorców, opisywany zaś jest zarówno w przewodnikach turystycznych o Pieninach, jak i Gorcach. Ponieważ nazwa góry jest nieco trudna do wymówienia, spotyka się wiele jej form: Wzor, Wżar, Wżary, Żar, Zdżar, Zżar, a na mapie z 1861 występuje pod nazwą Wzory. Częściowo bezleśna, wyrazista kopuła stanowi charakterystyczny element krajobrazu.

## Geologia
Wdżar jest szczególnie interesujący z geologicznego punktu widzenia. Jest bowiem jednym z kilku miejsc w okolicy (oprócz np. gór Jarmuty i Bryjarki), gdzie można spotkać magmową skałę wulkaniczną – andezyt pieniński. Ze względu na wyjątkową budowę geologiczną Wdżar jest przedmiotem szczegółowych badań naukowych od ponad 100 lat. Pierwotnie obszar ten zbudowany był z osadów fliszowych (piaskowce i łupki tzw. formacji szczawnickiej, należące do utworów płaszczowiny magurskiej). W miocenie w osady te dwukrotnie wdzierała się magma – powstało ponad 100 drobnych intruzji andezytów starszych i 3 intruzje andezytów młodszych.
Nietypowy ani dla Pienin, ani dla Gorców andezyt opisano tutaj już w połowie XIX w., zaś w 1921 r. Stanisław Małkowski tak o nim pisał: „...gołym okiem widać dobrze zachowane prakryształy skaleni oraz wydłużone, połyskujące, czarne amfibole i augity, pogrążone w szarym, drobnoziarnistym cieście skalnym”.
Dość częstym chwytem marketingowym jest nazywanie Wdżaru wygasłym wulkanem. Być może góra nieco przypomina stożek wulkaniczny, jednakże nie ma naukowych dowodów na to, że w tym miejscu znajdował się wulkan.
Kamieniołomy
Na stokach Wdżaru znajdują się 3 nieczynne kamieniołomy: Snozka (od strony południowej), Tylka i Lisi Łom (od strony północno-zachodniej). Andezyt (głównie intruzje młodszej generacji) eksploatowano tu już w latach 1873–1877, wykorzystując go do budowy drogi Czorsztyn – przełęcz Snozka. Na większą skalę eksploatowała go od 1928 r. spółka Kamieniołomy Miast Małopolskich. Również po wojnie trwała eksploatacja (do lat 70.). Andezyt wykorzystywano gospodarczo jako kamień budowlany (słupki graniczne, okładziny, krawężniki, schody, murki).
Najlepiej do obserwacji geologicznych nadaje się jednopoziomowy kamieniołom Snozka, który ostro wcina się w południowe stoki Wdżaru. Jego długość wynosi 150 m, szerokość – do 30 m, natomiast wysokość skalnych ścian dochodzi do 40 m.
W kamieniołomie obserwować można andezyty młodszej (świeża skała) i starszej (zwietrzała skała) generacji, cios w andezycie (czyli charakterystyczne, uporządkowane spękania, spowodowane kurczeniem się masy skalnej podczas stygnięcia), brekcje o charakterze intruzyjno-tektonicznym (zbudowane z fragmentów andezytów i skał fliszowych) oraz kontakt intruzji ze skałami fliszowymi – przeobrażonymi pod wpływem wysokiej temperatury łupkami i piaskowcami (metamorfizm kontaktowy).
Skałki pod szczytem
Nieco na południe od szczytu widać niewysokie, ostrokrawędziste baszty i stoły skalne, które są typową formą wietrzenia andezytu. Na dwóch skałkach (miejsce zaznaczone czerwoną farbą) znajdują się unikatowe anomalie magnetyczne (po przyłożeniu kompasu igła wychyla się nawet do położenia odwróconego). Ich geneza jest sprawą dyskusyjną: stanowią przejaw paleomagnetyzmu (minerał magnetyt tkwiący w skale „zapamiętał” namagnesowanie Ziemi w momencie zastygania magmy, odmienne od dzisiejszego) lub powstały na skutek uderzenia pioruna. Poniżej skałek znajduje się niewielkie rumowisko andezytowe.

## Przyroda
Dzięki andezytom na Wdżarze znajduje się jedyne w Polsce stanowisko rozrzutki brunatnej – paproci związanej wyłącznie z andezytowym podłożem. Występowanie skał magmowych w polskich Karpatach w obrębie osadów fliszowych należy do rzadkości. Dlatego też odsłonięcia andezytów Wdżaru stanowią niezwykle cenną osobliwość przyrody nieożywionej i zasługują na objęcie ochroną prawną. Od dawna postulowano objęcie kamieniołomu Snozka i skałek pod szczytem ochroną w formie rezerwatu oraz kilku stanowisk dokumentacyjnych, jednak żadna z koncepcji ochrony nie doczekała się realizacji.

## Turystyka
Wdżar znajduje się tuż po północnej stronie drogi wojewódzkiej nr 969 i jest silnie zagospodarowany. Zarówno w zimie, jak i w lecie znaleźć tu można sporo atrakcji turystycznych: m.in. wyciąg krzesełkowy, park linowy, Bike Park dla kolarzy grawitacyjnych i enduro, ścieżka edukacyjna (dzięki niej zostały udostępnione turystycznie kamieniołomy Tylka i Lisi Łom, chociaż treść tablic informacyjnych zawiera sporo błędów i nieścisłości), ośrodek narciarski Czorsztyn-Ski (trasy zjazdowe i wyciągi orczykowe), letni tor saneczkowy czy rowerowa trasa downhill oraz zaplecze gastronomiczno-techniczne.
Kamieniołom Snozka (teren prywatny) jest wykorzystywany przez wspinaczy skałkowych. Z Wdżaru roztacza się widok na południowy wschód (Beskid Sądecki, Pieniny Właściwe i Małe Pieniny), południe i południowy zachód (Pieniny Spiskie, Magura Spiska, Tatry, Podhale, Orawę, Beskid Żywiecki).
Wdżar jest też jednym z oficjalnych startowisk paralotniarzy. Szczególnie nadaje się do lotów termicznych. Tutaj, jako jeden z pierwszych polskich paralotniarzy trenował Józef Gigoń z Nowego Targu. Tutaj też ustanowił pierwsze polskie rekordy w tej dziedzinie sportu: w 1977 rekord wzniesienia się nad poziom startu (1160 m), w 1980 rekord czasu przelotu (8:20 h).
Na samym szczycie góry Wdżar znajduje się jego największa atrakcja turystyczna – Smocze Gniazdo – rzeźba smoka zakutego w łańcuch, a obok niego tablica z gawędą. Idealna atrakcja dla małych i dużych, która pobudza wyobraźnię.

## Szlaki turystyki pieszej
– niebieski: przełęcz Snozka – Lubań. Czas przejścia około 2:40 h, ↓ 2 h
 – ścieżka dydaktyczna z Kluszkowiec przez Wąwóz Papieski na szczyt Wdżaru (czas przejścia ok. 30 min)